# قیدون
قیدون (به عربی: قیدون) یک منطقهٔ مسکونی در یمن است که در استان حضرموت واقع شده‌است.